# مجهر الانبعاث الميداني
الجهريّة بالإشعاع الميداني (Field-emission microscopy - FEM) هي تقنية تحليلية تُستخدم في علم المواد لدراسة أسطح رؤوس الإبر النانوية.   تم اختراع FEM بواسطة Erwin Wilhelm Müller في عام 1936،  اخترعها إروين فيلهلم مولر سنة 1936، وتُعدّ من أوائل أدوات تحليل الأسطح التي استطاعت الاقتراب من دقة شبه ذرّية .

## مقدمة
تُستخدم تقنيات المجهرية لتوليد صور مكبرة في الفضاء الحقيقي لسطح قمة الإبرة. وعادةً ما تتعلق المعلومات المجهرية بالبنية البلورية السطحية (أي كيفية ترتيب الذرّات على السطح) وبالسطح الشكلي (أي شكل وحجم السمات الطبوغرافية التي تُكوِّن السطح).
اخترع إروين مولر المجهر الكهربائي الميداني (FEM) في عام 1936.  في المجهر الكهربائي الميداني، تم استخدام ظاهرة انبعاث الإلكترونات الميدانية للحصول على صورة على الكاشف بناءً على الاختلاف في وظيفة العمل لمختلف المستويات البلورية على السطح

## الإعداد ومبدأ العمل

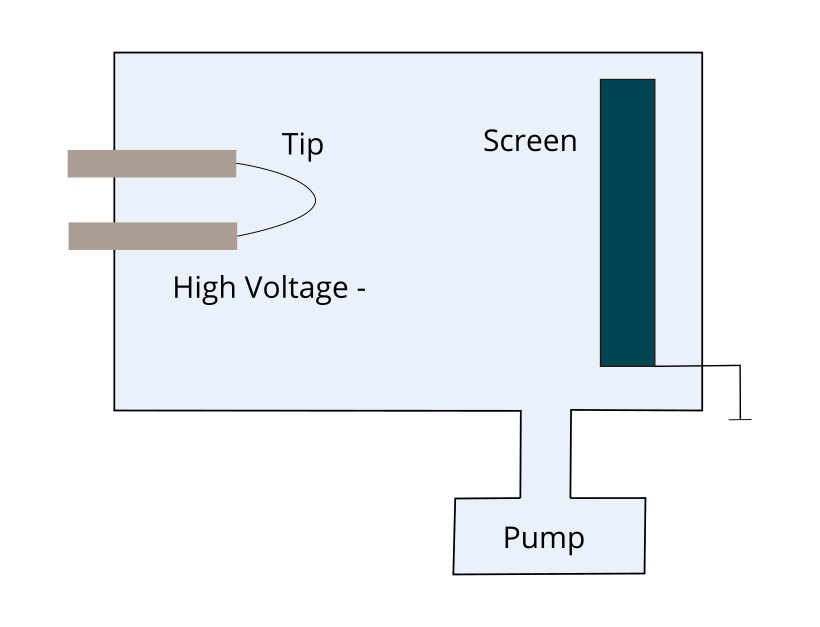
إعداد تجريبي لـ FEM

يتكون المجهر ذو الانبعاث الميداني من عينة معدنية على شكل طرف حاد وشاشة فلورية محاطة بغرفة فراغية فائقة. عادةً ما يكون نصف قطر الرأس المستخدم في هذا المجهر في حدود 100 نانومتر، وهو مصنوع من معدن ذي درجة انصهار عالية، مثل التنغستن .  يتم تثبيت العينة عند جهد كهربائي سالب كبير (1-10 كيلو فولت) بالنسبة للشاشة الفلورية، مما يولد مجالًا كهربائيًا بالقرب من قمة الرأس يبلغ 2-7 × 109 فولت/متر. هذا المجال الكهربائي يدفع انبعاث الإلكترونات.
تنتقل الإلكترونات المنبعثة من المجال على طول خطوط المجال وتنتج بقعًا مضيئة ومظلمة على الشاشة الفلورية، مما يظهر توافقًا تامًا مع المستويات البلورية للباعث نصف الكروي. يتغير تيار الانبعاث بشكل كبير مع وظيفة العمل المحلية، وفقًا لمعادلة فاولر-نوردهايم. لذلك، تعكس صورة FEM خريطة وظيفة العمل المسقطة لسطح الباعث. بشكل عام، تتميز الأسطح الخشنة ذريًا بوظائف عمل أقل من الأسطح المكتظة، مما ينتج عنه مناطق مضيئة في الصورة. باختصار، تتوافق تباينات شدة الشاشة مع خريطة وظيفة العمل لسطح قمة الطرف.
يتم حساب التكبير من خلال النسبة {\displaystyle M=L/R} ، حيث {\displaystyle R} هو نصف قطر قمة الرأس، و {\displaystyle L} هي المسافة بين الطرف والشاشة. يتم تحقيق تكبيرات خطية من رتبة 105. تتمتع تقنية FEM بدقة مكانية تبلغ حوالي 1-2 نانومتر.  ومع ذلك، إذا تم وضع جسيم بحجم 1 نانومتر على قمة الطرف، يمكن أن يزداد التكبير بمعامل 20، وتزداد الدقة المكانية إلى حوالي 0.3 نانومتر. يمكن تحقيق هذه الحالة باستخدام بواعث إلكترونات أحادية الجزيء،  ومن الممكن ملاحظة المدارات الجزيئية في جزيئات الفوليرين المفردة باستخدام تقنية FEM. 
يقتصر تطبيق FEM على المواد التي يمكن تصنيعها على شكل طرف حاد والتي يمكنها تحمل المجالات الكهروستاتيكية العالية. ولهذه الأسباب، فإن المعادن المقاومة للحرارة ذات درجات انصهار عالية (مثل W و Mo و Pt و Ir) هي المواد التقليدية المستخدمة في تجارب FEM. بالإضافة إلى ذلك، تم استخدام FEM أيضًا لدراسة عمليات الامتصاص والانتشار السطحي، باستخدام تغير وظيفة العمل المرتبط بعملية الامتصاص.

## انظر أيظا
- مسبار الذرة
- المجهر الإلكتروني
- مجهر أيوني ميداني
- قائمة طرق تحليل السطح

1. ↑  "Intro to Field Emission". Field Emission / Ion Microscopy Laboratory, Purdue University, Dept. of Physics. مؤرشف من الأصل في 2007-05-03. اطلع عليه بتاريخ 2007-05-10.
2. ↑  Field Emissions and Field Ionization (بالإنجليزية). Archived from the original on 2023-04-29.
3. ↑  Müller, Erwin W. (Nov 1936). "Die Abhängigkeit der Feldelektronenemission von der Austrittsarbeit". Zeitschrift für Physik (بالألمانية). 102 (11–12): 734–761. DOI:10.1007/BF01338540. ISSN:1434-6001.
4. ↑  Müller, Erwin W. (Nov 1936). "Die Abhängigkeit der Feldelektronenemission von der Austrittsarbeit". Zeitschrift für Physik (بالألمانية). 102 (11–12): 734–761. DOI:10.1007/BF01338540. ISSN:1434-6001.Müller, Erwin W. (November 1936). "Die Abhängigkeit der Feldelektronenemission von der Austrittsarbeit". Zeitschrift für Physik (in German). 102 (11–12): 734–761. doi:10.1007/BF01338540. ISSN 1434-6001.
5. ↑  
Stranks، D. R.؛ M. L. Heffernan؛ K. C. Lee Dow؛ P. T. McTigue؛ G. R. A. Withers (1970). Chemistry: A structural view. Carlton, Victoria: Melbourne University Press. ص. 5. ISBN:0-522-83988-6.
6. ↑  Field Emissions and Field Ionization (بالإنجليزية). Archived from the original on 2023-04-29.Field Emissions and Field Ionization.
7. ↑  Rose، D. J. (مارس 1956). "On the Magnification and Resolution of the Field Emission Electron Microscope". Journal of Applied Physics. ج. 27 ع. 3: 215–220. DOI:10.1063/1.1722347. ISSN:0021-8979.
8. ↑  Yanagisawa, Hirofumi; Bohn, Markus; Goschin, Florian; Seitsonen, Ari P.; Kling, Matthias F. (17 Feb 2022). "Field emission microscope for a single fullerene molecule". Scientific Reports (بالإنجليزية). 12 (1): 2714. DOI:10.1038/s41598-022-06670-1. ISSN:2045-2322. PMC:8854663. PMID:35177727. Archived from the original on 2023-04-27.
9. ↑  Yanagisawa، Hirofumi؛ Bohn، Markus؛ Kitoh-Nishioka، Hirotaka؛ Goschin، Florian؛ Kling، Matthias F. (8 مارس 2023). "Light-Induced Subnanometric Modulation of a Single-Molecule Electron Source". Physical Review Letters. ج. 130 ع. 10: 106204. DOI:10.1103/PhysRevLett.130.106204.